# Lambert I. z Lovaně
Lambert I. z Lovaně řečený Bradatý (francouzsky Lambert dit le Barbu; 950? – 12. září 1015, Florennes) byl hrabě z Lovaně a štědrý donátor místní kapituly sv. Petra.

## Život
Byl mladším synem henegavského hraběte Reginara Dlouhokrkého, který upadl v nemilost císaře Oty I. a odešel do vyhnanství. Zatímco Lambert tehdy společně se starším bratrem Reginarem nalezl útočiště na západofranském dvoře krále Lothara, jejich otec zemřel v Čechách. Panství vyhnaného hraběte císař Ota svěřil dvěma bratrům – Wernerovi a Reginaldovi.
Poté, co se roku 973 roznesla zpráva o skonu císaře, opustili Lambert s Reginarem Lotharův dvůr a střetli se s Wernerem a Reginaldem v bitvě u Péronne, kde oba jejich protivníci padli. Nový císař Ota II. zbořil Lambertův a Reginarův hrad Boussoit a oba provinilce poslal do saského exilu. Henegavsko pak předal Arnulfovi z Valenciennes a Geoffroyovi z Verdunu. Roku 976 se oba bratři podporovaní západofranským princem Karlem a Otou z Vermandois střetli v bitvě u Monsu s novými vládci Henegavska. Obležené město Mons útoku odolalo.
Císař Ota II. poté překvapivě udělil Henegavsko v léno Reginarovi a Lambertovi. Mons nechal Geoffroyovi z Verdunu a prince Karla jmenoval dolnolotrinským vévodou. Roku 1005 Lambert společně s bratrem podpořil mladého flanderského hraběte Balduina Bradatého, když z Valenciennes vyhnali jejich starého nepřítele markraběte Arnulfa, v boji proti císaři Jindřichovi.
| „                     | V té zemi bylo jen málo horších než Lambert, na jeho příkaz byli dokonce mnozí lidé oběšeni v kostelech na provazech zvonů. Nikdo nedokáže spočítat, kolik lidí připravil o majetek a zahubil. Nikdy nepomyslel na to, že by konal pokání za spáchané činy... | “ |
| — Dětmar z Merseburku | |   |

Padl 12. září 1015 u Florennes, když se setkal na bitevním poli s dolnolotrinským vévodou Geoffroyem. Jeho nástupcem se stal syn Jindřich.